# Vent tèrmic

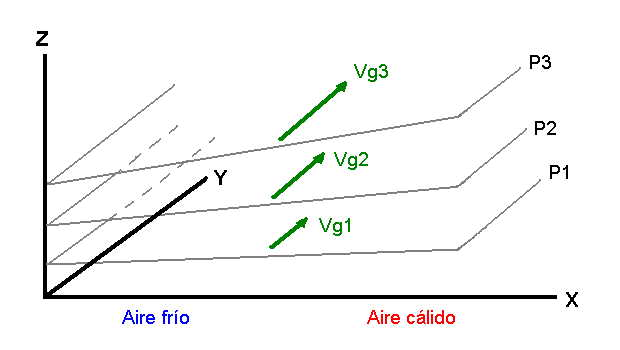
Si hi ha diferències de temperatura entre dues masses d' aire, el vent geostròfic varia amb l'altitud. Es pot suposar que el vent geostròfic en altura (Vg2 i Vg3) és la suma del vent geostròfic de la base (Vg1) i un "vent tèrmic".

El vent tèrmic és un cisallament vertical dins del vent geostròfic causat per un gradient de temperatura horitzontal. En realitat no és un vent pròpiament dit.
El vent tèrmic és un concepte que es fa servir per calcular la variació del vent entre dues altures quan es coneix l'estructura tèrmica de la massa d'aire.
Quan hi ha diferències de temperatura en horitzontal (atmosfera baroclina) el vent geostròfic varia amb l'altitud. Es pot considerar aleshores que el vent geostròfic en altura és la suma del vent geostròfic en la base més el terme que es coneix com a vent tèrmic. El vent tèrmic és paral·lel a les isotermes. En l'hemisferi nord deixa l'aire fred a la seva esquerra i el càlid a la seva dreta, en l'hemisferi sud és a l'inrevés.

## Descripció
El vent geostròfic és proporcional al pendent geopotencial en una superfície de pressió constant. Dins una atmosfera barotròpica on la densitat és funció només de la pressió el pendent de superfícies isobàriques és independent de la temperatura, per tant el vent geostròfic no s'incrementa amb l'altitud.
Això no es manté en atmosfera baroclínica on la densitat és funció tant de la pressió com de la temperatura.